# 諏訪さき
諏訪 さき（すわ さき、10月3日 - ）は、宝塚歌劇団雪組に所属する男役スター。
京都府京都市、ノートルダム女学院高等学校出身。身長172cm。愛称は「すわっち」、「くっすー」。

## 来歴
2011年、宝塚音楽学校入学。
2013年、音楽学校卒業後、宝塚歌劇団に99期生として次席入団。雪組公演「ベルサイユのばら」で初舞台。
2014年、組まわりを経て雪組に配属。
2020年の「ONCE UPON A TIME IN AMERICA」で新人公演初主演。新人公演最終学年となる入団7年目のラストチャンスでの抜擢となった。

## 人物
母は宝塚OGの諏訪アイ。
幼少期は特に宝塚を意識しなかったが、小学6年の時に観た安蘭けいが演じる悪役に胸を打たれ、タカラジェンヌを志した。

## 主な舞台

### 初舞台
- 2013年4 - 5月、雪組『ベルサイユのばら-フェルゼン編-』（宝塚大劇場のみ）

### 組まわり
- 2013年7 - 10月、月組『ルパン-ARSÈNE LUPIN-』『Fantastic Energy!』

### 雪組時代
- 2014年3月、『ベルサイユのばら-オスカルとアンドレ編-』（全国ツアー） - 衛兵隊士
- 2014年6 - 8月、『一夢庵風流記 前田慶次』 - 新人公演：願人坊主（本役：久城あす）『My Dream TAKARAZUKA』
- 2014年10月、『伯爵令嬢』（日生劇場） - ジーノ
- 2015年1 - 3月、『ルパン三世 -王妃の首飾りを追え!-』 - 新人公演：バルナーヴ（本役：永久輝せあ）『ファンシー・ガイ!』
- 2015年5月、『星影の人』 - 江波大介『ファンシー・ガイ!』（博多座）
- 2015年7 - 10月、『星逢一夜（ほしあいひとよ）』 - 悪道たち、新人公演：泰三（本役：蓮城まこと）『La Esmeralda（ラ エスメラルダ）』
- 2015年11月、『銀二貫』（バウホール） - 留吉／おでん屋／料理人
- 2016年2 - 5月、『るろうに剣心』 - 新人公演：加納惣三郎（本役：望海風斗）[6][5]
- 2016年6 - 7月、『ドン・ジュアン』（KAAT神奈川芸術劇場・ドラマシティ） - ジプシーの歌手／騎士
- 2016年7月、『Bow Singing Workshop〜雪〜』（バウホール）
- 2016年10 - 12月、『私立探偵ケイレブ・ハント』 - 新人公演：ホレイショー（本役：彩凪翔）『Greatest HITS!』
- 2017年2月、『New Wave!-雪-』（バウホール）
- 2017年4 - 7月、『幕末太陽傳（ばくまつたいようでん）』 - 白井小助、新人公演：息子徳三郎（本役：彩風咲奈）『Dramatic “S”!』
- 2017年8 - 9月、『CAPTAIN NEMO』（日本青年館・ドラマシティ） - ボグダナス
- 2017年11 - 2018年2月、『ひかりふる路（みち）〜革命家、マクシミリアン・ロベスピエール〜』 - ダヴィッド／新聞売り、新人公演：ルイ・アントワーヌ・ド・サン＝ジュスト（本役：朝美絢）『SUPER VOYAGER!』
- 2018年3 - 4月、『義経妖狐夢幻桜（よしつねようこむげんざくら）』（バウホール） - ヒロモト
- 2018年6 - 9月、『凱旋門』 - 黒い影、新人公演：シュナイダー（本役：奏乃はると）『Gato Bonito!!』
- 2018年11 - 2019年2月、『ファントム』 - 従者、新人公演：ルドゥ警部（本役：真那春人）
- 2019年3 - 4月、『20世紀号に乗って』（東急シアターオーブ） - チップ
- 2019年5 - 9月、『壬生義士伝』 - 藤堂平助、新人公演：大野次郎右衛門（本役：彩風咲奈）『Music Revolution!』[6][5]
- 2019年10月、『ハリウッド・ゴシップ』（KAAT神奈川芸術劇場・ドラマシティ） - ボビー
- 2020年1 - 2月、『ONCE UPON A TIME IN AMERICA（ワンス アポン ア タイム イン アメリカ）』（宝塚大劇場） - バグジー／ダニー、新人公演：デイヴィッド・ヌードルス・アーロンソン（本役：望海風斗） 新人公演初主演[6][5]
- 2020年2 - 3月、『ONCE UPON A TIME IN AMERICA（ワンス アポン ア タイム イン アメリカ）』（東京宝塚劇場） - バグジー／ダニー[注釈 1]
- 2020年9 - 10月、『NOW! ZOOM ME!!』
- 2021年1 - 4月、『fff-フォルティッシッシモ-』 - ウェルテル『シルクロード〜盗賊と宝石〜』
- 2021年6月、『ヴェネチアの紋章』 - ヴィットリオ・バティスタ『ル・ポァゾン 愛の媚薬-Again-』（全国ツアー）
- 2021年8 - 11月、『CITY HUNTER』 - 政『Fire Fever!』[2]
- 2022年3 - 6月、『夢介千両みやげ』 - 斎藤新太郎『Sensational!』
- 2022年7 - 8月、『心中・恋の大和路』（ドラマシティ・日本青年館） - 与平
- 2022年10 - 12月、『蒼穹の昴』 - 譚嗣同
- 2023年2 - 3月、『海辺のストルーエンセ』（KAAT神奈川芸術劇場・ドラマシティ） - イーネヴォルト・フォン・ブラント
- 2023年4 - 7月、『Lilac（ライラック）の夢路』 - アイヒタール『ジュエル・ド・パリ!!』
- 2023年8 - 9月、『愛するには短すぎる』 - マクニール・オコーナー『ジュエル・ド・パリ!!』（全国ツアー）[8]
- 2023年12 - 2024年2月、『ボイルド・ドイル・オンザ・トイル・トレイル』 - ウィリアム・ブート『FROZEN HOLIDAY（フローズン・ホリデイ）』
- 2024年4 - 5月、『ALL BY MYSELF』（相模女子大学グリーンホール・NHK大阪ホール）
- 2024年7 - 10月、『ベルサイユのばら-フェルゼン編-』 - ジェローデル[注釈 2]
- 2024年11 - 12月、『愛の不時着』（東京建物 Brillia HALL・梅田芸術劇場） - チョ・チョルガン
- 2025年3 - 6月、『ROBIN THE HERO』 - カーク・フォレスト（ノッティンガム長官）『オーヴァチュア!』
- 2025年8月、『ステップ・バイ・ミー』（宝塚バウホール） - ベン
- 2025年11 - 2026年2月、『ボー・ブランメル〜美しすぎた男〜／Prayer〜祈り〜』

## 出演イベント
- 2019年7月、『宝塚巴里祭2019』[9]
- 2023年10月、第56回『宝塚舞踊会』

## 受賞歴
- 2020年、『阪急すみれ会パンジー賞』 - 新人賞[10]